# Бэйкер, Лесли Дэвид
Лесли Дэвид Бэйкер (англ. Leslie David Baker; род. 19 февраля 1958) — американский комедийный актёр. Наиболее известен по роли Стэнли Хадсона в телесериале «Офис», за которую был отмечен Премией Гильдии киноактёров США за лучший актёрский состав.

## Биография
Бэйкер родился 19 февраля 1958 года в Чикаго, штат Иллинойс. Получил степень бакалавра наук в психологии в Университете Лойолы в Чикаго и магистра наук в управлении в сфере услуг в Институте еврейского образования и лидерства «Спертус». Преподавал специальную педагогику. В конце 1990-х переехал в Лос-Анджелес и начал актёрскую карьеру.

## Фильмография
| Год       |    | Русское название                           | Оригинальное название                    | Роль                          |
| --------- | -- | ------------------------------------------ | ---------------------------------------- | ----------------------------- |
| 2000      | с  | Справедливая Эми                           | Judging Amy                              | дядя Вин Арлен                |
| 2000      | с  | Малкольм в центре внимания                 | Malcolm in the Middle                    | коп                           |
| 2001      | с  | Шоу 70-х                                   | That '70s Show                           | уборщик                       |
| 2001—2003 | с  | Защитник                                   | The Guardian                             | Тедди Десика                  |
| 2002      | с  | Журнал мод                                 | Just Shoot Me!                           | мужчина                       |
| 2003      | с  | Малкольм в центре внимания                 | Malcolm in the Middle                    | покупатель                    |
| 2003      | с  | Клиника                                    | Scrubs                                   | пациент                       |
| 2005—2013 | с  | Офис                                       | The Office                               | Стэнли Хадсон                 |
| 2005      | ф  | Элизабеттаун                               | Elizabethtown                            | охранник в аэропорту          |
| 2006      | с  | Офис: Бухгалтеры                           | The Office: The Accountants              | Стэнли Хадсон                 |
| 2008      | с  | Кредит Кевина                              | Kevin's Loan                             | Стэнли Хадсон                 |
| 2012      | с  | Жизнь и приключения Тима                   | The Life & Times of Tim                  | сосед по комнате Эла Шарптона |
| 2013      | с  | Ки и Пил                                   | Key & Peele                              | мужчина                       |
| 2014      | ф  | Хотел бы я быть здесь                      | Whish I Was Here                         | актёр на пробах               |
| 2015      | с  | Бывшие                                     | The Exes                                 | офицер Уилсон                 |
| 2015      | с  | Остин и Элли                               | Austin & Ally                            | мистер Шкслумбрау             |
| 2016      | с  | Скорпион                                   | Scorpion                                 | судья Таннинсон               |
| 2017      | с  | Жизнь в деталях                            | Life in Pieces                           | Гэвин                         |
| 2014      | мф | Капитан Подштанник: Первый эпический фильм | Captain Underpants: The First Epic Movie | офицер МакПиггли              |
| 2018      | ф  | Игрушки для взрослых                       | The Happytime Murders                    | лейтенант Бэннинг             |
| 2019      | с  | Семья                                      | Fam                                      | мистер Кирси                  |
| 2021      | мф | Виво                                       | Vivo                                     | Боб, водитель автобуса        |